# 한강대로
한강대로(漢江大路)는 서울특별시 용산구 한강대교 북단사거리에서 서울특별시 중구 서울역까지를 잇는 총 연장 4.2 km, 왕복 10차로의 도로다.

## 역사
- 1966년 11월 26일 : ‘서울역(중구 동자동 43-1)~제1한강교(용산구 한강로3가 65)’ 구간을 한강로(漢江路)로 지정[1]
- 1981년 : 한강로의 기점을 용산역 사거리에서 한강대교 북단사거리로 연장
- 1984년 : 한강로의 기점을 다시 한강대교 남단사거리로 연장
- 2010년 : 도로 명칭을 한강대로로 변경 및 기점을 한강대교 북단사거리로 단축

## 노선
| 지점                        | 접속 노선                  | 소재지        | 소재지        | 비고          |
| 양녕로와 직결               | 양녕로와 직결              | 양녕로와 직결 | 양녕로와 직결 | 양녕로와 직결 |
| --------------------------- | -------------------------- | ------------- | ------------- | ------------- |
| 한강대교 북단               |                            | 용산구        | 이촌동        |               |
| 한강대교북단교차로          | 강변북로 이촌로            | 용산구        | 이촌동        |               |
| 용산역앞                    | 서빙고로, 한강대로23길     | 용산구        | 한강로2가     |               |
| 용산역사거리                | 한강대로29길, 한강대로30길 | 용산구        | 한강로2가     |               |
| 전자상가입구교차로 신용산역 | 새창로                     | 용산구        | 한강로2가     |               |
| 용산우체국삼거리            | 한강대로38길               | 용산구        | 한강로2가     |               |
| 삼각지역사거리              | 백범로, 이태원로           | 용산구        | 한강로1가     |               |
| 남영삼거리                  | 한강대로77길               | 용산구        | 갈월동        |               |
| 숙대입구역사거리            | 두텁바위로                 | 용산구        | 갈월동        |               |
|                             | 후암로                     | 용산구        | 동자동        |               |
| 서울역사거리                | 통일로 퇴계로              | 중구          | 남대문로5가   |               |
| 세종대로와 직결             |                            |               |               |               |

## 버스 중앙 전용 차로제와 공사계획

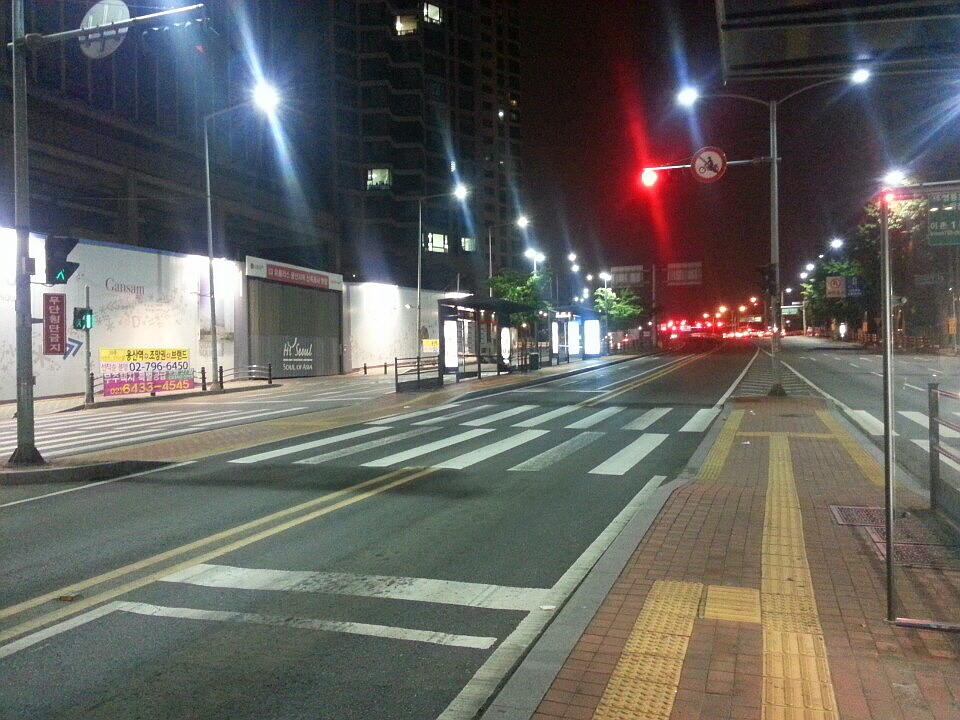
'한강대교북단' 버스정류장

- 현재 버스 중앙 전용 차로제가 시행되고 있는 곳은 한강대교 북단 사거리에서 갈월동으로 3.5 km구간이고, 한강대교 북단에서부터 한강대교북단(양방향), 신용산역 지하철4호선(양방향), KT용산지사(양방향), 삼각지역 지하철 4, 6호선 환승역(양방향), 숙대입구역 지하철4호선(양방향), 갈월동(한강대교방향), 갈월동(서울역)(시청방향) 등의 중앙정류소가 있고 전구간에 추월차로가 없다.
- 서울역고가도로는 안전상의 이유로 철거, 재건축하여 2017년에 서울로 7017로 재개장하였다. 또한 서울역 앞에 버스 환승센터가 2009년 7월 25일 개통하였다. 이곳에는 방향별 4개의 중앙차로 정류소와 1개의 가로변 정류소 택시 승하차 승강장 등이 있고, 환승센터 중간에 지하철 1, 4호선과 연결되는 통로도 갖추어졌다.[2]

## 사진
도로주변 시설 사진

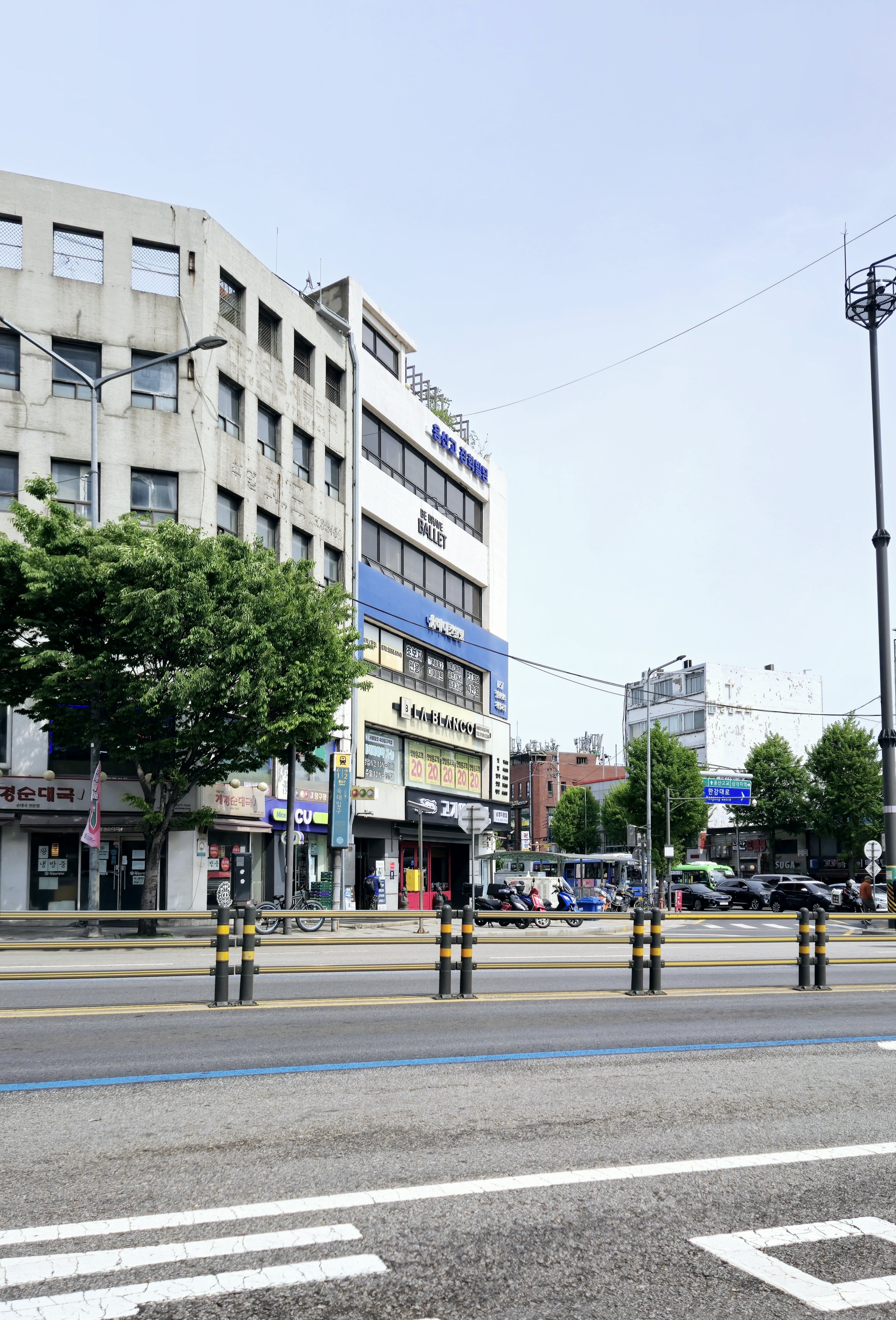
한강대로(숙대입구역 측면)
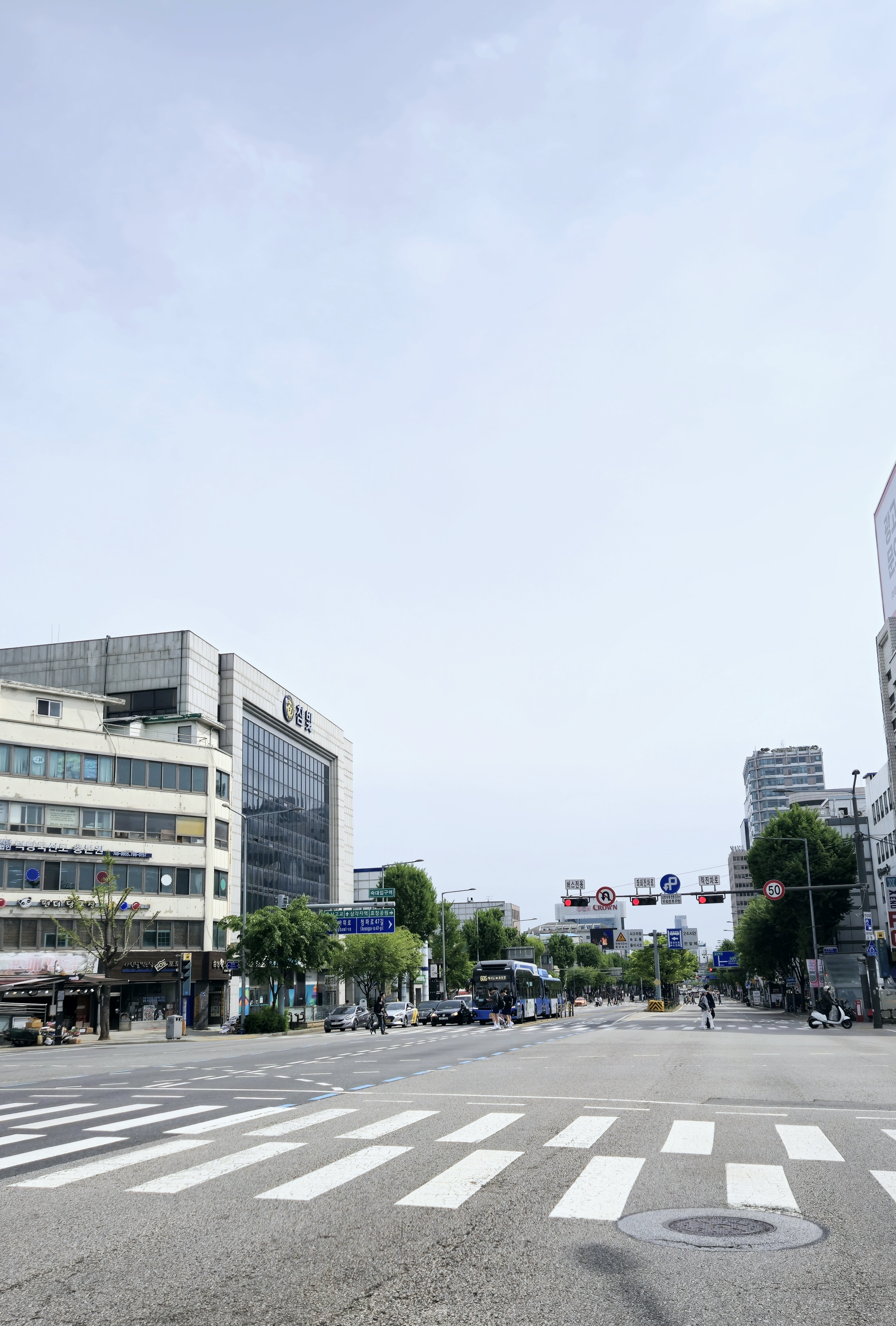
숙대입구역사거리

주요건물

## 같이 보기
- 한강로동